# Кэтыльоккы
Кэтыльоккы (Кэтыльок) (устар. Кэдэяк) — река в России, протекает по территории Красноселькупского района Ямало-Ненецкого автономного округа. Устье реки находится в 10,7 км по правому берегу протоки Таза Кэтыльок на высоте 43 метра над уровнем моря. Около устья протекает через озеро Кэтыльок. Длина реки составляет 18 км. Основной приток — река Вэркыкикэ.

## Данные водного реестра
По данным государственного водного реестра России относится к Нижнеобскому бассейновому округу, водохозяйственный участок реки — Таз, речной подбассейн реки — подбассейн отсутствует. Речной бассейн реки — Таз.
Код объекта в государственном водном реестре — 15050000112115300064508.